# Eduardo Acevedo Díaz
 Eduardo Acevedo Díaz (Uruguai, 1815 — 1863) escritor, jornalista e político uruguaio pertencente ao Partido Nacional. Ele é considerado o iniciador do romance nacional de seu país, participou ativamente da política e sofreu vários exílios.

## Vida
É eleito senador pelo Partido Nacional e intervém na segunda insurreição do caudilho nacionalista Aparicio Saravia, em 1897.
Membro do Conselho de Estado em 1898, ele se distanciaria politicamente de Saravia nos anos seguintes, concordando com um apoio cada vez mais determinado a José Batlle y Ordóñez, o que resultaria em seu distanciamento do Partido Nacional e depois do país (um questão que explica em sua Carta Política publicada no El Nacional). Batlle confiou-lhe missões diplomáticas em diferentes países da Europa e América, que duraram entre 1904 e 1914. Mais tarde, ele não retornará ao seu país de origem: morreu em 18 de junho de 1921 em Buenos Aires, solicitando expressamente que seus restos mortais não sejam repatriados para o Uruguai.

## Obras
Sua história El primer suplicio se passa em sua experiência na Revolução das Lanças. Reconstruiu os anos da luta pela independência contra a Espanha e o Brasil, bem como as primeiras guerras civis (1808-1825), na tetralogia formada pelos romances Ismael (1888), Nativa (1890), Grito de Gloria (1893) e Lanza y sable (1914), com a intenção de investigar a formação da consciência nacional. Ecos do romantismo ainda estão presentes nos conflitos amorosos e outros aspectos desses romances históricos, os melhores entre os seus, e em outros sobre relacionamentos íntimos - Brenda (1886), Minés (1907) -, a ser atenuado em Soledad (1894), onde abordou temas e personagens rurais com objetividade realista. Entre seus contos, destaca-se O combate da tapera. Em tempos militares no Río de la Plata (1911) reuniu suas obras históricas.

## Publicações

### Romances
- Brenda (1886)
- Ismael (1888)
- Nativa (1890)
- La boca del gato (1890)
- La novela histórica (1890)
- Etnología indígena (1891)
- Grito de gloria (1893)
- Soledad (1894)
- Minés (1907)
- Lanza y sable (1914)

### Contos
- Un sepulcro en los bosques
- El combate de la tapera (1892)
- El primer suplicio (1901)
- Desde el tronco de un ombú (1902)

### Ensaios
- Carta política
- La civilización americana. Ensayos históricos
- La última palabra del proscrito
- Épocas militares en el Río de la Plata (1911)
- El libro del pequeño ciudadano (1907)